# Challenger de Lugano 2023
El torneo Challenger Città di Lugano 2023, denominado por razones de patrocinio Challenger BancaStato Città Di Lugano fue un torneo de tenis perteneció al ATP Challenger Tour 2023 en la categoría Challenger 75. Se trató de la 3ª edición; el torneo tuvo lugar en la ciudad de Lugano (Suiza), desde el 6 hasta el 12 de marzo de 2023 sobre pista dura bajo techo.

## Jugadores participantes del cuadro de individuales
| Favorito | País                        | Jugador          | Rank1 | Posición en el torneo |
| -------- | --------------------------- | ---------------- | ----- | --------------------- |
| 1        | Bandera de los Países Bajos | Gijs Brouwer     | 114   | Primera ronda         |
| 2        | Bandera de Suiza            | Dominic Stricker | 120   | Semifinales           |
| 3        | Bandera de Eslovaquia       | Norbert Gombos   | 126   | Primera ronda         |
| 4        | Bandera de Italia           | Raúl Brancaccio  | 129   | Segunda ronda         |
| 5        | Bandera del Reino Unido     | Liam Broady      | 135   | Cuartos de final      |
| 6        | Bandera de Bélgica          | Zizou Bergs      | 137   | Primera ronda         |
| 7        | Bandera de Eslovaquia       | Lukáš Klein      | 140   | Primera ronda         |
| 8        | Bandera de los Países Bajos | Jelle Sels       | 144   | Primera ronda         |

- 1 Se ha tomado en cuenta el ranking del 27 de febrero de 2023.

### Otros participantes
Los siguientes jugadores recibieron una invitación (wild card), por lo tanto ingresan directamente al cuadro principal (WC):
- Mika Brunold
- Jakub Paul
- Pierre-Hugues Herbert

Los siguientes jugadores ingresan al cuadro principal tras disputar el cuadro clasificatorio (Q):
- Dan Added
- Marius Copil
- Calvin Hemery
- Cem İlkel
- Gauthier Onclin
- Vitaliy Sachko

## Campeones

### Individual Masculino
- Otto Virtanen derrotó en la final a  Cem İlkel, 6–4, 7–6(5)

### Dobles Masculino
- Zizou Bergs /  David Pel derrotaron en la final a  Constantin Frantzen /  Hendrik Jebens, 6–2, 7–6(6)